# Font de l'església de la Mare de Déu dels Àngels
La Font de l'església de la Mare de Déu dels Àngels és una obra de Llívia (Baixa Cerdanya) inclosa a l'Inventari del Patrimoni Arquitectònic de Catalunya.

## Descripció
Relleu en el que es redueix la imatge a elements gràfics mínims. Exemple local que segueix el corrent de tradició popular arcaïtzant, de cares tosques celtes.

## Història
L'esmentat relleu es va trobar entre les runes de l'era de l'important Casa Salses, dels segles XVI-XVII, del carrer de Santa Maria de Llívia, incendiada el 1943 per un accident fortuït.